# Karol Szenajch
Karol Wilhelm Szenajch, född 11 februari 1907 i Warszawa, död 1 augusti 2001 i Montréal, Kanada, var en polsk ishockeyspelare. Han var med i det polska ishockeylandslaget som kom på delad åttonde plats i Olympiska vinterspelen 1928 i Sankt Moritz.